# リハビリテーションパンツ
リハビリテーションパンツ（リハビリパンツ、あるいはリハパン）は老人介護の用品の一種である。
一般的に紙おむつの派生である使い捨てタイプのものと、布製（メッシュ）のタイプとがある。高齢者の突然の失禁・尿漏れや、それが原因の肌のかぶれの予防と、高齢者のトイレ介助の自立を促す「トイレトレーニング」の一環であることから「リハビリテーションパンツ」と呼ばれている
また、介護福祉職や医療職からは、「リハパン」と呼ばれている。